# Ga Cheonmasan
Ga Cheonmasan là ga đường sắt trên Tuyến Gyeongchun.

## Bố trí ga
| ↑ Pyeongnae Hopyeong |
| \| １                |
| Maseok ↓             |

| １ | ●Tuyến Gyeongchun | → Hướng đi Chuncheon →                                  |
| ２ | ●Tuyến Gyeongchun | ← Hướng đi Sangbong · Cheongnyangni · Đại học Kwangwoon |